# Universidade de Bournemouth
A Universidade de Bournemouth é uma universidade pública em Inglaterra.
Localizada na cidade de Bournemouth, na Dorset, foi criada em 1992.